# Kostel svatého Cyrila a Metoděje (Věteřov)
Kostel svatého Cyrila a Metoděje  (uváděn také jako kostel svatého Cyrila a Metoděje a zemských patronů) je římskokatolický chrám ve Věteřově v okrese Hodonín. Jde o farní kostel římskokatolické farnosti Věteřov. Je chráněn jako kulturní památka České republiky.
Kostel byl vybudovaný v letech 1900 až 1902 z peněz věteřovských občanů podle návrhu kyjovského architekta Gustava Sonnevenda. Kostel byl vysvěcen 26. října 1902. V následujících letech byl Věteřov vyfařen z lovčické farnosti a duchovní správy v samostatné farnosti se ujal řád křižovníků. Později v roce 1908 vybudována na náklady tohoto řádu secesní fara.
Jde o obdélnou jednolodní stavbu s hranolovou věží v západním průčelí a s odsazeným segmentovým závěrem. Průčelí s osově zakomponovanou hranolovou věží je členěno nárožními opěráky a prolomeno dvěma půlkruhově zaklenutými okny. Pod nimi se nacházejí v nikách sochy svatého Cyrila a svatého Metoděje. Plocha věže je prolomena půlkruhově zaklenutým vchodem, nad ním půlkruhově zaklenutým oknem. V úrovni korunní římsy je věž prolomena triforiem. Zvonicové patro je členěno nárožními pilastry s římsovou hlavicí, průběžná korunní římsa se vypíná nad kruhovým hodinovým ciferníkem. Nízká stanová stříška je završena štíhlou osmibokou věží s makovicí a jednoramenným křížem ve vrcholu. Loď je prolomena po třech půlkruhově zaklenutých oknech ve špaletě. Průběžná korunní římsa nese sedlovou střechu nad závěrem zvalbenou a opatřenou sanktusníkem. Interiér je členěn pilastry s římsovou hlavicí a je zaklenut plackami. Kruchta je nesena dvěma štíhlými sloupy.